# Faisceaux d'action internationaliste
Les Faisceaux d'action internationaliste (Fascio rivoluzionario d'azione internazionalista) est le nom d'un manifeste politique, émis en Italie le  5 octobre 1914, dans lequel est présenté l'utilité de la Première Guerre mondiale comme un moment historique indispensable au développement des sociétés les plus avancées dans le sens politico-social.

## Les signataires
Le comité se compose de
- Decio Bacchi
- Michele Bianchi
- Ugo Clerici
- Filippo Corridoni
- Amilcare De Ambris, frère du plus connu Alceste De Ambris, dirigent de l'USI, il participa à la défense de Parme avec les Arditi del Popolo e La Legione Proletaria Filippo Corridoni ; mari de  Maria Corridoni, sœur de  Filippo Corridoni⁣ ; des années après, pour motifs de manque de moyen financier, il écrivit à Benito Mussolini, qui lui fit avoir une maison dans une colonie italienne.
- Attilio Deffenu
- Aurelio Galassi
- Angelo Oliviero Olivetti
- Decio Papa
- Cesare Rossi
- Silvio Rossi (avocat)
- Sincero Rugarli (avocat)
- Libero Tancredi, pseudonyme de l'anarchiste individualiste Massimo Rocca.

## Origine et idéologie
Le 7 octobre 1914, Libero Tancredi (pseudonyme de Massimo Rocca) et d'autres représentants du syndicalisme révolutionnaire comme Filippo Corridoni et Cesare Rossi signent l’appel du Faisceau révolutionnaire d'action internationaliste ; ce manifeste vise à constituer un mouvement informel rassembler les éléments de la gauche radicale favorable à l'entrée en guerre de l'Italie contre les Empires centraux. Le mot faisceau appartient au vocabulaire politique de la gauche italienne qui trouve son origine dans les faisceaux de travailleurs siciliens. Les signataires du manifeste souhaitent l'entrée en guerre par hostilité aux Empires centraux réactionnaires et cléricaux et volonté, notamment chez les syndicalistes et socialistes révolutionnaires, de préparer techniquement le prolétariat au combat et de forger ainsi en son sein une élite révolutionnaire et combattante.
Benito Mussolini ne signe pas le manifeste mais sa parution l'incite à faire connaître sa propre opposition à la neutralité car cette initiative était de nature à faire pièce à son influence au sein de l'ultragauche interventionniste.
La signature de ce manifeste sera suivie de la création le 11 décembre 1914 du Faisceau d'action révolutionnaire interventionniste qui en sera le prolongement organisationnel.

## Sources
- (it) Cet article est partiellement ou en totalité issu de l’article de Wikipédia en italien intitulé « Fasci d'Azione Internazionalista » (voir la liste des auteurs). 10.11.2007